# Orenmaffia
De term orenmaffia is een pejoratieve benaming voor een groep hulpverleners die van mening is dat ziekte 'tussen de oren' zit. Zij menen dat lichamelijke ziekten wordt veroorzaakt door een verkeerde manier van denken en dus eigenlijk psychische aandoeningen zijn. Het woord werd in 1992 voor het eerst gebruikt door Karin Spaink en is opgenomen in het Van Dale Groot woordenboek van de Nederlandse taal (de 'Dikke Van Dale').
Met dit woord verzette Spaink zich tegen klakkeloos psychosomatisch denken door hulpverleners die veronderstellen dat ziekte wordt veroorzaakt door de persoonlijkheid van een patiënt en dus de eigen schuld van de patiënt is.

## Boek
Spaink heeft over dit onderwerp een boek geschreven, Het strafbare lichaam: De orenmaffia, kwakdenkers en het placebo-effect (De Balie, Amsterdam 1992, ISBN 90-6617-194-4). Als concrete voorbeelden van de orenmaffia noemt ze:
- Louise Hay, die stelt dat de oorzaak van lichamelijke problemen zoals kanker ligt in bepaalde negatieve emotionele patronen,
- Thorwald Dethlefsen, die stelt dat ziekte onlosmakelijk verbonden is met het ongelukkig zijn van de mens,
- Bernie Siegel, die stelt dat kanker en andere chronische ziekten kunnen genezen door het ontdekken van de innerlijke bronnen van genezing, zoals liefde, innerlijke heelheid, balans en vrede.

## Geest-lichaamkwakzalverijen
Volgens Cees Renckens, de voormalig voorzitter van de Vereniging tegen de Kwakzalverij die zich keert tegen alle geneeswijzen die niet door wetenschappelijk bewijs worden ondersteund, blijkt niet uit onderzoek dat psychologische interventies werkzaam zijn tegen kanker, of dat 'radicale beslissingen' een rol spelen in de sporadische gevallen dat kanker spontaan verdwijnt. Renckens duidt de aanpak van de "orenmaffia" in zijn proefschrift daarom aan als "geest-lichaamkwakzalverijen".